# Prêmio Lumière
O Prix Lumière (as vezes chamado de Trophées Lumières ou anteriormente Les Lumières de Paris) é um prêmio de cinema francês concedido anualmente desde 1996. Ele premia os melhores filmes franceses ou francofónos do ano anterior e é organizado pela Académie des Lumières que reúne mais de 200 representantes da imprensa internacional com sede em Paris.

## Categorias
- Melhor Filme
- Melhor Diretor
- Melhor Ator
- Melhor Atriz
- Melhor Roteiro
- Melhor Filme Francófono (desde 2003)
- Melhor Filme Estrangeiro (1996-2002)
- Ator Revelação (desde 2000)
- Atriz Revelação (desde 2000)